# 陆策
陆策，广西隆安人，明朝政治人物。
岁贡出身。嘉靖三十四年，任福建永安县知县。